# 王延宗
王延宗（?—?），五代十国時期光州固始（今河南省固始县）人，閩國太祖王審知之子。
王延宗官至汀州刺史，有好名声，后为骠骑大将军。其子王继业。在939年朱文进、连重遇作乱时，王继鹏自福州北门出逃，在梧桐岭为追兵所获，与皇后李春鷰及诸子一同被王继业所杀。